# Jack Clarke (Fußballspieler)
Jack Raymond Clarke (* 23. November 2000 in York) ist ein englischer Fußballspieler, der beim AFC Sunderland unter Vertrag steht. Der Flügelspieler ist ehemaliger englischer Juniorennationalspieler.

## Karriere

### Verein
Clarke ist ein Produkt der Jugendakademie des nordenglischen Zweitligisten Leeds United und erregte bereits früh die Aufmerksamkeit der Scouts von Premier-League-Vereinen. Nachdem das Interesse des Schwergewichts Manchester City bekannt geworden war, unterzeichnete am 24. November 2017 seinen ersten professionellen Vertrag bei den Whites. In der Sommervorbereitung zur Saison 2018/19 war bereits Bestandteil des Kaders der ersten Mannschaft bei Testspielen in Myanmar. Sein Pflichtspieldebüt gab er letztendlich am 6. Oktober 2018 beim 1:1-Unentschieden im Ligaspiel gegen den FC Brentford, in dem er vom neuen Cheftrainer Marcelo Bielsa in der zweiten Spielhälfte für Stuart Dallas eingewechselt wurde. Bereits nach kurzer Zeit etablierte er sich als Rotationsspieler in der Mannschaft Bielsas, die in dieser Spielzeit um den Aufstieg kämpfte. Am 23. Dezember erzielte er beim 3:2-Sieg im Villa Park des Aufstiegskonkurrenten Aston Villas sein erstes Tor für Leeds. Mit seinem Anschlusstreffer zum zwischenzeitlichen 1:2 in der 56. Spielminute leitete er die erfolgreiche Aufholjagd seiner Mannschaft ein. Am Neujahrestag 2019 netzte er bei der 2:4-Auswärtsniederlage gegen Nottingham Forest erneut. Nachdem man sich die gesamte Saison hinweg in den direkten Aufstiegsplätzen hielt, rutschte man, aufgrund vier siegloser Spiele am Saisonende, noch auf den 3. Tabellenplatz. Dieser ermöglichte jedoch die Teilnahme an den Aufstiegsplayoffs für den dritten Aufstiegsplatz. Nach zwei Spielen war aber bereits im Halbfinale gegen Derby County schluss und Leeds verblieb in der Championship. Clarke war in seiner ersten Spielzeit wettbewerbsübergreifend zu 25 Einsätzen gekommen, in denen er zwei Tore erzielte und zwei weitere vorbereitete. Durch seine starken Leistungen wurde er vereinsintern zum Young Player of the Season gekürt.
Anfang Juli 2019 unterzeichnete Clarke einen Vierjahresvertrag beim Erstligisten Tottenham Hotspur, nachdem der bevorstehende Wechsel bereits eine Woche zuvor in den Medien publik gemacht wurde. Die Nordlondoner bezahlten für den 18-Jährigen eine Ablösesumme in Höhe von 11 Millionen Euro und machten ihn zum ersten Neuzugang seit Lucas Moura im Januar 2018. Als Teil des Transfergeschäfts sollte er für die Saison 2019/20 auf Leihbasis bei Leeds United verbleiben. Nachdem er bei Leeds bis zum Jahreswechsel nur zu einem Kurzeinsatz in der Liga kam, riefen ihn die Spurs Anfang Januar 2020 zurück.
Am 16. Januar schloss er sich für sechs Monate leihweise dem Zweitligisten Queens Park Rangers an. Sein Debüt gab er am 18. Januar 2020 beim 1:0-Heimsieg gegen seinen ehemaligen Arbeitgeber Leeds United. Auch dort kam er kaum zu Einsatzzeit und wurde nur sechs Mal eingewechselt.
Im August 2020 kehrte Clarke nach Tottenham zurück, wo er in der zweiten Jahreshälfte jedoch kaum Chancen in der ersten Mannschaft erhielt und lediglich in der Reserve regelmäßig spielte. Am 14. Januar 2021 wechselte er für die verbleibende Saison 2020/21 zum Zweitligisten Stoke City. Dort kam er in 14 Ligaspielen zum Einsatz, war jedoch zumeist nur Einwechselspieler.
Ende Januar 2022 wechselte er auf Leihbasis zum Drittligisten AFC Sunderland, für den er in der Rückrunde der EFL League One 2021/22 in siebzehn Partien ein Tor erzielen konnte. Mit seinem neuen Team zog er als Tabellenfünfter in die Aufstiegs-Play-offs ein und sicherte sich durch ein 2:0 im Finale über die Wycombe Wanderers den Aufstieg in die zweite Liga. Nach dem Aufstieg verpflichtete Sunderland den 21-Jährigen Anfang Juli 2022 auf fester Vertragsbasis für vier Jahre.

### Nationalmannschaft
Am 5. September 2019 debütierte er beim 0:0-Unentschieden gegen die Niederlande für die englische U20-Nationalmannschaft.